# Nydam Mose
Nydam Mose ("Tourbière de Nydam" en danois) est un site archéologique danois à environ huit kilomètres de Sønderborg (Danemark du sud).
En plus de nombreux objets de l'âge de fer, trois bateaux ont été découverts. En particulier celui en chêne de 23 mètres de long, appelé communément bateau de Nydam.

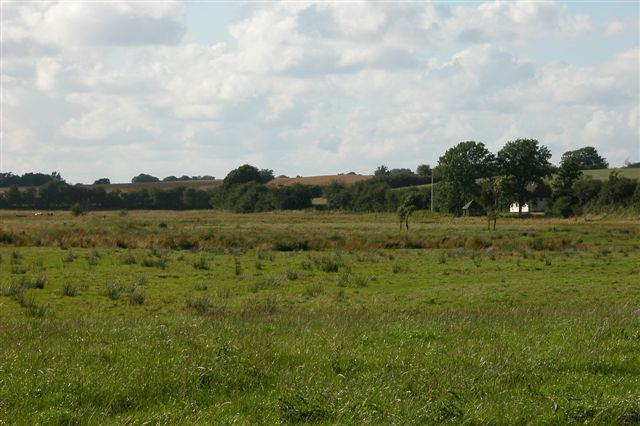
Nydam Mose, Øster Sottrup, Danemark (2007)

## Histoire
À l'âge de fer la tourbière était un site sacré, où les armes et navires des vaincus étaient offerts aux dieux pour les remercier de la victoire sur les agresseurs. Beaucoup d'objets furent donc délibérément détruits, cassés ou mis en pièces dans des rituels sacrificiels entre 200 et 400 de notre ère. 
La pratique des dépôts sacrificiels disparait complètement dans la seconde moitié du VIe siècle face aux transitions que subissent les sociétés scandinaves à la suite de la peste de Justinien et de l'événement climatique de 535-536. 
Les premières découvertes sur ce site datent de 1830 quand un fermier découvrit et donna à ses enfants de vieilles épées et boucliers.

## Excavations

### Premières fouilles

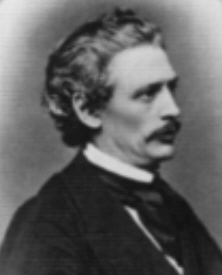
Helvig Conrad Engelhardt

Des fouilles ont été entreprises en 1859,1863 et 1864 par l'archéologue Conrad Engelhardt, il découvrit de nombreux artefacts dont
- des armes, comprenant des lances, épées, arcs et des boucliers.
- des outils
- des pièces de vêtements
- trois bateaux bordé a clin dont deux admirablement conservés, l'un en chêne et l'autre en pin, ainsi que les restes d'un troisième bateau.

Engelhardt dut stopper les fouilles lors du déclenchement de la deuxième guerre des duchés à la fin 1864. Une partie des découvertes fut alors perdue. Le bateau en chêne fut quant à lui sauvé, il déménagea de l'ancienne ville danoise de Flensborg pour Kiel en 1877, il déménagea à nouveau pour rejoindre son lieu actuel le château de Gottorf, qui héberge le Schleswig-Holsteinische Landesmuseen,.

### Reprise des fouilles

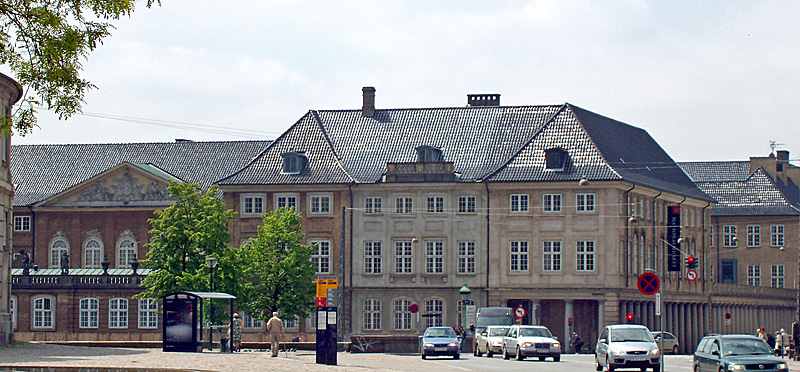
Musée National à Copenhague

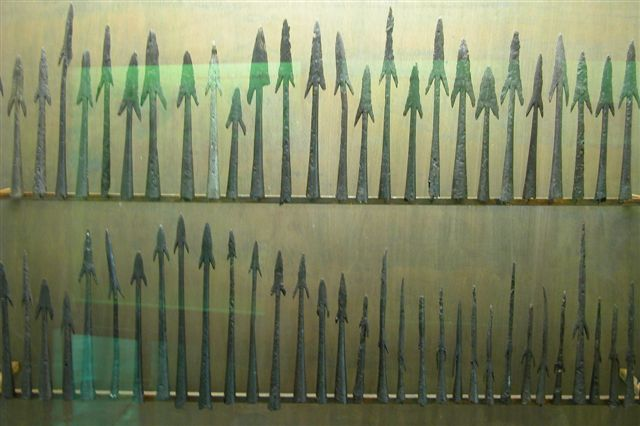
Pointes de lance trouvées à Nydam Mose

Entre 1864 et 1939 le site fut partiellement fouillé à plusieurs occasions. Néanmoins en 1984 on a daté certains dépôts de 400-450 de notre ère, il a donc été décidé de reprendre les fouilles à grande échelle. La campagne de fouilles a été menée par l'institut d'archéologie maritime du Musée National entre 1989 et 1997, les anciens lieux de  fouilles ont été trouvés avec difficulté, les nouvelles fouilles ont concerné non seulement les anciennes tranchées mais aussi les environs sur une plus grande surface. Les pièces de bateau laissées par Engelhardt étaient dans le même état de conservation que les nouvelles découvertes dans la tourbe immaculée.

## Interprétations des découvertes
Les vestiges des bateaux représentent trois d'au moins six sacrifices de butins de guerre datant d'entre 250 et 450, qui sont probablement l'équipement de plusieurs armées vaincues. Il est ainsi possible, grâce à la configuration des différentes armes, de supposer la configuration des armées de l'âge de Fer.

### Les armées de l'âge de Fer

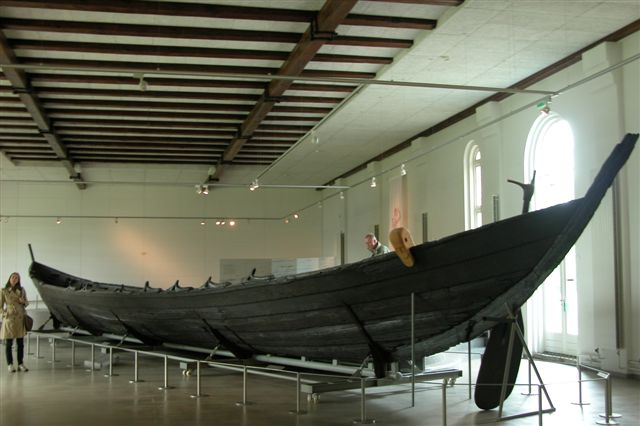
Bateau de Nydam au château de Gottorf

La majorité des guerriers étaient équipés de lances et d'un grand bouclier circulaire, toutefois environ un tiers avaient pour leur part une spatha (épée longue) de type romain et un bouclier.
Seulement une petite partie étaient des archers, quelques arcs longs en if et noisetier en très bon état ainsi que des tiges de flèches ont été découverts lors des différentes fouilles. Enfin la découverte de harnachements indique la présence d'un petit contingent de cavaliers.

### Les bateaux
Le bateau de Nydam est le plus grand bateau trouvé sur le site. Il est en chêne, d'une longueur de 23 mètres pour une largeur de plus de 3 mètres. C'est le plus ancien bateau à rames connu de l'Europe du Nord : environ 300-350 (le bateau de Halsnøy ayant une cinquantaine d'années de moins) ainsi que le premier exemple de bordage à clin. Il est composé de 5 virures d'un seul tenant sur chaque bordée, se superposant et fixées au couples à l'aide de clous de fer . Il est construit pour être manœuvré par quinze paires d'avirons d'une longueur entre 2,2 et 3,4 mètres.

Une datation par dendrochronologie indique des arbres abattus entre 310 et 320 [note ] et un sacrifice aux environs de 340-350.
Le plus petit bateau, d'une longueur estimée de 19 mètres, qui était en pin, fut découpé et détruit par les troupes lors de la guerre des duchés en 1864, afin de servir de bois pour leurs feux de camp.

Enfin un troisième bateau fut trouvé sous les autres vestiges, mais avait été, semble-t-il, volontairement détruit lors de la cérémonie d'offrandes. La découverte de ces navires confirme l'existence d'expéditions maritimes guerrières de plusieurs centaines d'hommes.